# 下埃姆斯

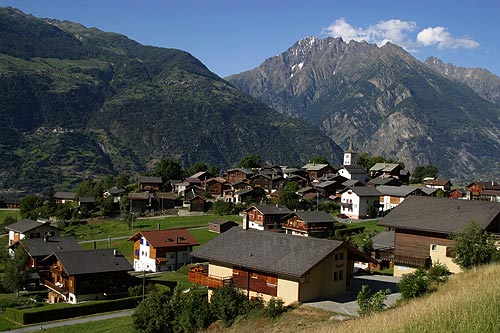

下埃姆斯是瑞士的一个镇，位於該國南部，由瓦萊州負責管轄，面積1.4平方公里，海拔高度1,003米，2011年人口142，九成人口信奉羅馬天主教，人口密度每平方公里101人。

## 外部連結
- Official website（页面存档备份，存于） （德文）